# إيفال بوسي
إيفال بوسي (بالنرويجية البوكمول: Ewald Bosse)‏ هو اقتصادي وبروفيسور نرويجي، ولد في 4 أبريل 1880 في ستوكهولم في السويد، وتوفي في 22 سبتمبر 1956.